# Mistrzostwa Świata Juniorów w Hokeju na Lodzie 2015/II Dywizja
Mistrzostwa Świata Juniorów w Hokeju na Lodzie II dywizji 2015 odbyły się w dwóch państwach: we Estonii (Tallinn) oraz w Hiszpanii (Jaca). Zawody rozgrywano w dniach 7–13 grudnia i 13-19 grudnia 2014 roku (grupa B).
W mistrzostwach drugiej dywizji uczestniczyło 12 reprezentacji, które zostały podzielone na dwie grupy po 6 zespołów. Rozgrywały one mecze systemem każdy z każdym. Pierwsza drużyna turnieju grupy A awansowała do mistrzostw świata I dywizji w 2015 roku, ostatni zespół grupy A w 2015 roku zagra w grupie B, zastępując zwycięzcę turnieju grupy B. Najsłabsza drużyna grupy B spadła do trzeciej dywizji.
Hale, w których rozgrywano spotkania:
- Tondiraba Icehall (Tallinn)
- Pabellon de Hielo (Jaca)

## Grupa A
Wyniki
| 7 grudnia 2014 | Holandia | 2:4 | Wielka Brytania | Tondiraba Icehall, Tallinn |

| Szczegóły      | Szczegóły                                    | Szczegóły       | Szczegóły                                                                                     | Szczegóły                                                                                      |
| -------------- | -------------------------------------------- | --------------- | --------------------------------------------------------------------------------------------- | ---------------------------------------------------------------------------------------------- |
| Godzina: 13:00 | G. Vogelaar (EQ) 47:14 G. van Nes (EQ) 49:15 | (0:0, 0:1, 2:3) | 20:27 (SH) I. Antonov 43:43 (EQ) O. Betteridge 52:21 (EQ) J. Cownie 54:01 (EQ) B. Chamberlain | Widzów: 97 Sędzia główny: Władimir Naliwajko Sędziowie liniowi: Tomislav Grozaj Emil Yletyinen |
| Godzina: 13:00 | 6 min. kar                                   |                 | 12 min. kar                                                                                   | Widzów: 97 Sędzia główny: Władimir Naliwajko Sędziowie liniowi: Tomislav Grozaj Emil Yletyinen |

| 7 grudnia 2014 | Litwa | 6:5 pk. | Rumunia | Tondiraba Icehall, Tallinn |

| Szczegóły      | Szczegóły | Szczegóły                 | Szczegóły                                                                                                 | Szczegóły                                                                                      |
| -------------- | --- | ------------------------- | --- | ---------------------------------------------------------------------------------------------- |
| Godzina: 16:30 | D. Nomanovas (EQ) 04:07 I. Četvertak (PP) 30:51 D. Čypas (EQ) 37:18 D. Nomanovas (PS) 47:41 U. Čižas (PP, UA) 59:38 P. Gintautas (PEN) 65:00 | (1:1, 2:2, 2:2, 0:0, 3:2) | 08:53 (SH) A. Sillo 21:41 (EQ) M. Constatin 24:36 (PP) A. Sillo 44:29 (EQ) T. Albert 58:31 (PP2) H. Gecse | Widzów: 312 Sędzia główny: Manuel Nikolic Sędziowie liniowi: Attila Nagy Jacques Riisom-Birker |
| Godzina: 16:30 | 22 min. kar |                           | 16 min. kar                                                                                               | Widzów: 312 Sędzia główny: Manuel Nikolic Sędziowie liniowi: Attila Nagy Jacques Riisom-Birker |

| 7 grudnia 2014 | Korea Południowa | 4:3 pk. | Estonia | Tondiraba Icehall, Tallinn |

| Szczegóły      | Szczegóły                                                                              | Szczegóły                 | Szczegóły                                                         | Szczegóły                                                                                    |
| -------------- | -------------------------------------------------------------------------------------- | ------------------------- | ----------------------------------------------------------------- | -------------------------------------------------------------------------------------------- |
| Godzina: 20:00 | Hwang D. H. (EQ) 03:52 Seo Y. J. (PP) 11:14 Kim S. W. (PP) 34:00 Seo K. J. (PEN) 65:00 | (2:0, 1:1, 0:2, 0:0, 3:2) | 20:20 (SH) D. Fursa 50:20 (EQ) N. Smirnov 52:37 (PP) V. Vasjonkin | Widzów: 543 Sędzia główny: Tim Tzirtziganis Sędziowie liniowi: Ivan Nedeljkovic Roman Vyleta |
| Godzina: 20:00 | 31 min. kar                                                                            |                           | 16 min. kar                                                       | Widzów: 543 Sędzia główny: Tim Tzirtziganis Sędziowie liniowi: Ivan Nedeljkovic Roman Vyleta |

| 8 grudnia 2014 | Wielka Brytania | 5:4 | Litwa | Tondiraba Icehall, Tallinn |

| Szczegóły      | Szczegóły | Szczegóły       | Szczegóły                                                                                      | Szczegóły                                                                                    |
| -------------- | --- | --------------- | ---------------------------------------------------------------------------------------------- | -------------------------------------------------------------------------------------------- |
| Godzina: 13:00 | C. Wynn (SH2) 24:41 I. Antonov (EQ) 50:13 S. Duggan (EQ) 50:31 J. Cownie (EQ) 53:33 B. Chamberlain (EN) 59:19 | (0:2, 1:0, 4:2) | 05:48 (EQ) E. Trukšnys 10:40 (EQ) A. Laukaitis 52:52 (EQ) I. Četvertak 59:40 (EQ) P. Gintautas | Widzów: 133 Sędzia główny: Gints Zviedritis Sędziowie liniowi: Tomislav Grozaj Mihail Stupak |
| Godzina: 13:00 | 12 min. kar                                                                                                   |                 | 8 min. kar                                                                                     | Widzów: 133 Sędzia główny: Gints Zviedritis Sędziowie liniowi: Tomislav Grozaj Mihail Stupak |

| 8 grudnia 2014 | Holandia | 2:3 | Korea Południowa | Tondiraba Icehall, Tallinn |

| Szczegóły      | Szczegóły                                 | Szczegóły       | Szczegóły                                                 | Szczegóły                                                                                  |
| -------------- | ----------------------------------------- | --------------- | --------------------------------------------------------- | ------------------------------------------------------------------------------------------ |
| Godzina: 16:30 | K. van Gorp (EQ) 01:31 J. Smit (EQ) 17:20 | (2:0, 0:1, 0:2) | 31:32 (PP) Lee Ch. 48:37 (EQ) Seo Y. 57:35 (PP) Bae B. J. | Widzów: 323 Sędzia główny: Manuel Nikolic Sędziowie liniowi: Ivan Nedeljkovic Roman Vyleta |
| Godzina: 16:30 | 12 min. kar                               |                 | 6 min. kar                                                | Widzów: 323 Sędzia główny: Manuel Nikolic Sędziowie liniowi: Ivan Nedeljkovic Roman Vyleta |

| 8 grudnia 2014 | Estonia | 4:2 | Rumunia | Tondiraba Icehall, Tallinn |

| Szczegóły      | Szczegóły                                                                               | Szczegóły       | Szczegóły                                | Szczegóły                                                                                           |
| -------------- | --------------------------------------------------------------------------------------- | --------------- | ---------------------------------------- | --------------------------------------------------------------------------------------------------- |
| Godzina: 20:00 | D. Antonov (EQ) 35:21 R. Arrak (EQ) 50:44 J. Petrov (EQ) 57:15 G. Samvel (SH, EN) 59:56 | (0:0, 1:1, 3:1) | 38:33 (EQ) H. Csergo 58:07 (EQ) R. Egyed | Widzów: 1215 Sędzia główny: Władimir Naliwajko Sędziowie liniowi: Attila Nagy Jacques Riisom-Birker |
| Godzina: 20:00 | 33 min. kar                                                                             |                 | 12 min. kar                              | Widzów: 1215 Sędzia główny: Władimir Naliwajko Sędziowie liniowi: Attila Nagy Jacques Riisom-Birker |

| 10 grudnia 2014 | Litwa | 5:1 | Korea Południowa | Tondiraba Icehall, Tallinn |

| Szczegóły      | Szczegóły | Szczegóły       | Szczegóły            | Szczegóły                                                                                        |
| -------------- | --- | --------------- | -------------------- | ------------------------------------------------------------------------------------------------ |
| Godzina: 13:00 | D. Čypas (PP) 27:51 D. Nomanovas (PS) 32:46 S. Gorelis (EQ) 39:30 U. Čižas (EQ) 39:52 D. Nomanovas (EN) 59:34 | (0:0, 4:1, 1:0) | 29:45 (EQ) Mun J. Y. | Widzów: 224 Sędzia główny: Władimir Naliwajko Sędziowie liniowi: Ivan Nedeljkovic Emil Yletyinen |
| Godzina: 13:00 | 10 min. kar                                                                                                   |                 | 4 min. kar           | Widzów: 224 Sędzia główny: Władimir Naliwajko Sędziowie liniowi: Ivan Nedeljkovic Emil Yletyinen |

| 10 grudnia 2014 | Wielka Brytania | 5:2 | Rumunia | Tondiraba Icehall, Tallinn |

| Szczegóły      | Szczegóły                                                                                                  | Szczegóły       | Szczegóły                                    | Szczegóły                                                                               |
| -------------- | --- | --------------- | -------------------------------------------- | --------------------------------------------------------------------------------------- |
| Godzina: 16:30 | S. Duggan (PP) 14:40 O. Betteridge (EQ) 18:22 L. Hook (EQ) 27:44 J. Cownie (EQ) 47:59 J. Cownie (EQ) 58:48 | (2:1, 1:1, 2:0) | 18:49 (EQ) I. Gereb 31:38 (PP) M. Constantin | Widzów: 275 Sędzia główny: Tim Tzirtziganis Sędziowie liniowi: Attila Nagy Roman Vyleta |
| Godzina: 16:30 | 8 min. kar                                                                                                 |                 | 6 min. kar                                   | Widzów: 275 Sędzia główny: Tim Tzirtziganis Sędziowie liniowi: Attila Nagy Roman Vyleta |

| 10 grudnia 2014 | Holandia | 7:0 | Estonia | Tondiraba Icehall, Tallinn |

| Szczegóły      | Szczegóły | Szczegóły       | Szczegóły   | Szczegóły                                                                                     |
| -------------- | --- | --------------- | ----------- | --------------------------------------------------------------------------------------------- |
| Godzina: 20:00 | R. de Hondt (PP) 04:35 R. van der Schuit (EQ) 17:40 B. Bison (EQ) 36:51 M. Hermens (EQ) 39:02 D. Stempher (EQ) 41:51 J. Smit (EQ) 51:27 R. de Hondt (PP2) 58:39 | (2:0, 2:0, 3:0) |             | Widzów: 1230 Sędzia główny: Gints Zviedritis Sędziowie liniowi: Tomislav Grozaj Mihail Stupak |
| Godzina: 20:00 | 24 min. kar |                 | 38 min. kar | Widzów: 1230 Sędzia główny: Gints Zviedritis Sędziowie liniowi: Tomislav Grozaj Mihail Stupak |

| 12 grudnia 2014 | Rumunia | 6:3 | Holandia | Tondiraba Icehall, Tallinn |

| Szczegóły      | Szczegóły | Szczegóły       | Szczegóły                                                      | Szczegóły                                                                                         |
| -------------- | --- | --------------- | -------------------------------------------------------------- | ------------------------------------------------------------------------------------------------- |
| Godzina: 13:00 | M. Sotir (EQ) 02:19 M. Sotir (EQ) 06:41 M. Constantin (PP) 39:42 A. Sillo (EQ) 46:29 F. Creanga (EQ) 50:08 M. Constantin (EN) 59:13 | (2:1, 1:2, 3:0) | 17:39 (EQ) C. Staps 33:16 (EQ) R. de Hondt 37:53 (EQ) B. Bison | Widzów: 123 Sędzia główny: Tim Tzirtziganis Sędziowie liniowi: Jacques Riisom-Birker Roman Vyleta |
| Godzina: 13:00 | 6 min. kar |                 | 12 min. kar                                                    | Widzów: 123 Sędzia główny: Tim Tzirtziganis Sędziowie liniowi: Jacques Riisom-Birker Roman Vyleta |

| 12 grudnia 2014 | Korea Południowa | 4:5 pk. | Wielka Brytania | Tondiraba Icehall, Tallinn |

| Szczegóły      | Szczegóły                                                                                | Szczegóły                 | Szczegóły                                                                                        | Szczegóły                                                                                   |
| -------------- | ---------------------------------------------------------------------------------------- | ------------------------- | ------------------------------------------------------------------------------------------------ | ------------------------------------------------------------------------------------------- |
| Godzina: 16:30 | Hwang D. H. (EQ) 03:02 Kim Do-hyung (EQ) 24:39 Hwang D. H. (PP2) 41:35 Kim S. (EQ) 53:12 | (1:0, 1:3, 2:1, 0:0, 1:2) | 20:42 (EQ) B. Chamberlain 27:41 (EQ) L. Hook 35:18 (EQ) B. Chamberlain 51:49 (PP) B. Chamberlain | Widzów: 310 Sędzia główny: Gints Zviedritis Sędziowie liniowi: Mihail Stupak Emil Yletyinen |
| Godzina: 16:30 | 6 min. kar                                                                               |                           | 18 min. kar                                                                                      | Widzów: 310 Sędzia główny: Gints Zviedritis Sędziowie liniowi: Mihail Stupak Emil Yletyinen |

| 12 grudnia 2014 | Estonia | 4:6 | Litwa | Tondiraba Icehall, Tallinn |

| Szczegóły      | Szczegóły                                                                                   | Szczegóły       | Szczegóły | Szczegóły                                                                                  |
| -------------- | ------------------------------------------------------------------------------------------- | --------------- | --- | ------------------------------------------------------------------------------------------ |
| Godzina: 20:00 | V. Vasjonkin (EQ) 13:00 N. Smirnov (PP) 15:40 Maksim Puzakov (EQ) 22:46 D. Fursa (EQ) 45:35 | (2:3, 1:2, 1:1) | 01:14 (PP) S. Gorelis 08:13 (SH) P. Gintautas 11:34 (PP) P. Gintautas 33:50 (EQ) V. Krakauskas 39:41 (EQ) I. Četvertak 59:20 (EN) A. Laukaitis | Widzów: 1375 Sędzia główny: Manuel Nikolic Sędziowie liniowi: Attila Nagy Ivan Nedeljkovic |
| Godzina: 20:00 | 38 min. kar                                                                                 |                 | 12 min. kar | Widzów: 1375 Sędzia główny: Manuel Nikolic Sędziowie liniowi: Attila Nagy Ivan Nedeljkovic |

| 13 grudnia 2014 | Rumunia | 3:6 | Korea Południowa | Tondiraba Icehall, Tallinn |

| Szczegóły      | Szczegóły                                                          | Szczegóły       | Szczegóły | Szczegóły                                                                                    |
| -------------- | ------------------------------------------------------------------ | --------------- | --- | -------------------------------------------------------------------------------------------- |
| Godzina: 13:00 | M. Sotir (EQ) 07:05 N. Rokaly (EQ) 26:30 Sz. Hildebrand (EQ) 31:47 | (1:2, 2:0, 0:4) | 14:00 (EQ) Kim S. 19:45 (EQ) Lee S. H. 47:02 (EQ) Lee S. H. 58:13 (PP) Jung J. 58:46 (PP) Lee Ch. 59:50 (EQ) Son T. | Widzów: 94 Sędzia główny: Władimir Naliwajko Sędziowie liniowi: Tomislav Grozaj Roman Vyleta |
| Godzina: 13:00 | 41 min. kar                                                        |                 | 25 min. kar | Widzów: 94 Sędzia główny: Władimir Naliwajko Sędziowie liniowi: Tomislav Grozaj Roman Vyleta |

| 13 grudnia 2014 | Litwa | 3:4 pd. | Holandia | Tondiraba Icehall, Tallinn |

| Szczegóły      | Szczegóły                                                           | Szczegóły            | Szczegóły                                                                                  | Szczegóły                                                                                        |
| -------------- | ------------------------------------------------------------------- | -------------------- | ------------------------------------------------------------------------------------------ | ------------------------------------------------------------------------------------------------ |
| Godzina: 16:30 | P. Gintautas (EQ) 08:24 P. Gintautas (EQ) 50:50 R. Bazys (EQ) 54:22 | (1:1, 0:2, 2:0, 0:1) | 15:39 (EQ) D. Stempher 27:56 (PS) R. de Hondt 39:25 (SH) G. van Nes 63:55 (EQ) K. van Gorp | Widzów: 273 Sędzia główny: Manuel Nikolic Sędziowie liniowi: Jacques Birker-Riisom Mihail Stupak |
| Godzina: 16:30 | 10 min. kar                                                         |                      | 41 min. kar                                                                                | Widzów: 273 Sędzia główny: Manuel Nikolic Sędziowie liniowi: Jacques Birker-Riisom Mihail Stupak |

| 13 grudnia 2014 | Wielka Brytania | 3:1 | Estonia | Tondiraba Icehall, Tallinn |

| Szczegóły      | Szczegóły                                                       | Szczegóły       | Szczegóły               | Szczegóły                                                                                      |
| -------------- | --------------------------------------------------------------- | --------------- | ----------------------- | ---------------------------------------------------------------------------------------------- |
| Godzina: 20:00 | L. Hook (EQ) 15:45 L. Hook (PP) 36:20 B. Chamberlain (EN) 58:12 | (1:0, 1:0, 1:1) | 44:15 (EQ) V. Vasjonkin | Widzów: 550 Sędzia główny: Tim Tzirtziganis Sędziowie liniowi: Ivan Nedeljkovic Emil Yletyinen |
| Godzina: 20:00 | 4 min. kar                                                      |                 | 14 min. kar             | Widzów: 550 Sędzia główny: Tim Tzirtziganis Sędziowie liniowi: Ivan Nedeljkovic Emil Yletyinen |

Tabela
| Lp | Zespół           | M | Pkt | Z | Zd | Pd | P | G+ | G- | +/- |
| -- | ---------------- | - | --- | - | -- | -- | - | -- | -- | --- |
| 1  | Wielka Brytania  | 5 | 14  | 4 | 1  | 0  | 0 | 22 | 13 | +9  |
| 2  | Litwa            | 5 | 9   | 2 | 1  | 1  | 1 | 24 | 19 | +5  |
| 3  | Korea Południowa | 5 | 9   | 2 | 1  | 1  | 1 | 18 | 18 | 0   |
| 4  | Holandia         | 5 | 5   | 1 | 1  | 0  | 3 | 18 | 16 | +2  |
| 5  | Estonia          | 5 | 4   | 1 | 0  | 1  | 3 | 12 | 22 | -10 |
| 6  | Rumunia          | 5 | 4   | 1 | 0  | 1  | 3 | 18 | 24 | -6  |

## Grupa B
Wyniki
| 13 grudnia 2014 | Belgia | 3:2 pd. | Australia | Pabellon de Hielo, Jaca |

| Szczegóły      | Szczegóły                                                             | Szczegóły            | Szczegóły                              | Szczegóły                                                                            |
| -------------- | --------------------------------------------------------------------- | -------------------- | -------------------------------------- | ------------------------------------------------------------------------------------ |
| Godzina: 13:00 | P. van Noten (EQ) 33:48 B. van Rooy (EA) 59:23 B. van Rooy (EQ) 60:29 | (0:1, 1:0, 1:1, 1:0) | 11:43 (EQ) C. Kubara 53:56 (EQ) T. Sak | Widzów: 203 Sędzia główny: Miklos Haszonits Sędziowie liniowi: Sergio Biec Jos Korte |
| Godzina: 13:00 | 6 min. kar                                                            |                      | 12 min. kar                            | Widzów: 203 Sędzia główny: Miklos Haszonits Sędziowie liniowi: Sergio Biec Jos Korte |

| 13 grudnia 2014 | Serbia | 0:4 | Chorwacja | Pabellon de Hielo, Jaca |

| Szczegóły      | Szczegóły  | Szczegóły       | Szczegóły                                                                             | Szczegóły                                                                                        |
| -------------- | ---------- | --------------- | ------------------------------------------------------------------------------------- | ------------------------------------------------------------------------------------------------ |
| Godzina: 16:30 |            | (0:1, 0:0, 0:3) | 00:32 (EQ) L. Jarčov 47:46 (EQ) L. Jarčov 48:22 (EQ) L. Vukoja 59:49 (EQ) I. Janković | Widzów: 310 Sędzia główny: Damien Bliek Sędziowie liniowi: Mikułasz Furnadzijew Alejandro Garcia |
| Godzina: 16:30 | 6 min. kar |                 | 6 min. kar                                                                            | Widzów: 310 Sędzia główny: Damien Bliek Sędziowie liniowi: Mikułasz Furnadzijew Alejandro Garcia |

| 13 grudnia 2014 | Hiszpania | 8:3 | Islandia | Pabellon de Hielo, Jaca |

| Szczegóły      | Szczegóły | Szczegóły       | Szczegóły                                                                   | Szczegóły                                                                       |
| -------------- | --- | --------------- | --------------------------------------------------------------------------- | ------------------------------------------------------------------------------- |
| Godzina: 20:30 | P. Pantoja (EQ) 04:11 A. Fernandez-Pola (EQ) 26:29 M. Manero (PP2) 30:30 A. Fernandez-Pola (EQ) 34:42 G. Gonzalez (SH) 44:29 M. Manero (PP) 48:03 D. Alvarez (EQ) 59:13 O. Rubio (EQ) 59:20 | (1:0, 3:2, 4:1) | 28:02 (PP) I. Arnason 28:44 (EQ) G. Thorsteinsson 52:12 (PP) B. Johannesson | Widzów: 950 Sędzia główny: Stian Halm Sędziowie liniowi: Liu Jiaqi Mathieu Loos |
| Godzina: 20:30 | 10 min. kar |                 | 24 min. kar                                                                 | Widzów: 950 Sędzia główny: Stian Halm Sędziowie liniowi: Liu Jiaqi Mathieu Loos |

| 14 grudnia 2014 | Chorwacja | 4:2 | Australia | Pabellon de Hielo, Jaca |

| Szczegóły      | Szczegóły                                                                           | Szczegóły       | Szczegóły                                  | Szczegóły                                                                           |
| -------------- | ----------------------------------------------------------------------------------- | --------------- | ------------------------------------------ | ----------------------------------------------------------------------------------- |
| Godzina: 13:00 | M. Milicic (PP) 21:50 L. Vukoja (EQ) 22:43 B. Kegalj (EQ) 33:55 L. Novak (EQ) 43:19 | (0:0, 3:1, 1:1) | 36:14 (SH) Z. Boyle 44:38 (PP) Y. Reinecke | Widzów: 127 Sędzia główny: Stian Halm Sędziowie liniowi: Alejandro Garcia Liu Jiaqi |
| Godzina: 13:00 | 26 min. kar                                                                         |                 | 16 min. kar                                | Widzów: 127 Sędzia główny: Stian Halm Sędziowie liniowi: Alejandro Garcia Liu Jiaqi |

| 14 grudnia 2014 | Islandia | 2:6 | Belgia | Pabellon de Hielo, Jaca |

| Szczegóły      | Szczegóły                                  | Szczegóły       | Szczegóły | Szczegóły                                                                             |
| -------------- | ------------------------------------------ | --------------- | --- | ------------------------------------------------------------------------------------- |
| Godzina: 16:30 | E. Olafsson (EQ) 23:24 M. Maack (EQ) 35:00 | (0:1, 2:1, 0:4) | 02:01 (PP) F. Neven 33:35 (EQ) B. Henry 41:18 (PP) Q. Bollue 52:40 (PP) B. van Rooy 53:33 (EQ) A. Kolodziejczyk 56:49 (EQ) B. Henry | Widzów: 250 Sędzia główny: Andrea Moschen Sędziowie liniowi: Sergio Biec Mathieu Loos |
| Godzina: 16:30 | 30 min. kar                                |                 | 14 min. kar | Widzów: 250 Sędzia główny: Andrea Moschen Sędziowie liniowi: Sergio Biec Mathieu Loos |

| 14 grudnia 2014 | Hiszpania | 7:0 | Serbia | Pabellon de Hielo, Jaca |

| Szczegóły      | Szczegóły | Szczegóły       | Szczegóły   | Szczegóły                                                                             |
| -------------- | --- | --------------- | ----------- | ------------------------------------------------------------------------------------- |
| Godzina: 20:00 | L.J. Hernandez (EQ) 08:33 M. Manero (PP2) 14:04 I. Solorzano (EQ) 18:04 I. Solorzano (PP) 38:25 I. Solorzano (EQ) 40:34 G. Gonzalez (EQ) 43:53 L. Poch (PP) 46:43 | (3:0, 1:0, 3:0) |             | Widzów: 950 Sędzia główny: Miklos Haszonits Sędziowie liniowi: Jos Korte Istvan Mathe |
| Godzina: 20:00 | 26 min. kar |                 | 34 min. kar | Widzów: 950 Sędzia główny: Miklos Haszonits Sędziowie liniowi: Jos Korte Istvan Mathe |

| 16 grudnia 2014 | Chorwacja | 6:3 | Islandia | Pabellon de Hielo, Jaca |

| Szczegóły      | Szczegóły | Szczegóły       | Szczegóły                                                         | Szczegóły                                                                                   |
| -------------- | --- | --------------- | ----------------------------------------------------------------- | ------------------------------------------------------------------------------------------- |
| Godzina: 13:00 | M. Milicic (EQ) 14:24 L. Vukoja (PP) 17:02 I. Jancovic (EQ) 33:18 J. Jazbec (EQ) 35:38 L. Jarcov (EQ) 44:38 M. Milicic (EQ) 48:40 | (2:0, 2:3, 2:0) | 31:26 (EQ) M. Maack 32:12 (EQ) E. Olafsson 39:08 (PP) A. Helgason | Widzów: 61 Sędzia główny: Damien Bliek Sędziowie liniowi: Mikułasz Furnadzijew Istvan Mathe |
| Godzina: 13:00 | 10 min. kar |                 | 29 min. kar                                                       | Widzów: 61 Sędzia główny: Damien Bliek Sędziowie liniowi: Mikułasz Furnadzijew Istvan Mathe |

| 16 grudnia 2014 | Serbia | 2:4 | Australia | Pabellon de Hielo, Jaca |

| Szczegóły      | Szczegóły                                     | Szczegóły       | Szczegóły                                                                            | Szczegóły                                                                            |
| -------------- | --------------------------------------------- | --------------- | ------------------------------------------------------------------------------------ | ------------------------------------------------------------------------------------ |
| Godzina: 16:30 | L. Lestaric (PP) 29:58 S. Pajic (PP,EA) 58:16 | (0:1, 1:2, 1:1) | 01:42 (PP) K. Fedor 24:34 (EQ) C. Kubara 34:51 (EQ) R. McGuiness 53:56 (EQ) S. Hodic | Widzów: 300 Sędzia główny: Miklos Haszonits Sędziowie liniowi: Sergio Biec Liu Jiaqi |
| Godzina: 16:30 | 10 min. kar                                   |                 | 18 min. kar                                                                          | Widzów: 300 Sędzia główny: Miklos Haszonits Sędziowie liniowi: Sergio Biec Liu Jiaqi |

| 16 grudnia 2014 | Hiszpania | 5:2 | Belgia | Pabellon de Hielo, Jaca |

| Szczegóły      | Szczegóły | Szczegóły       | Szczegóły                                  | Szczegóły                                                                           |
| -------------- | --- | --------------- | ------------------------------------------ | ----------------------------------------------------------------------------------- |
| Godzina: 20:00 | L.J. Hernandez (PP) 35:35 A. Fernandez-Pola (SH) 39:59 A. Arrinda (EQ) 42:13 L.J. Hernandez (PP) 47:16 P. Cerda (EQ) 53:47 | (0:1, 2:0, 3:1) | 15:52 (SH) B. van Rooy 57:52 (PP) B. Henry | Widzów: 950 Sędzia główny: Andrea Moschen Sędziowie liniowi: Jos Korte Mathieu Loos |
| Godzina: 20:00 | 35 min. kar |                 | 30 min. kar                                | Widzów: 950 Sędzia główny: Andrea Moschen Sędziowie liniowi: Jos Korte Mathieu Loos |

| 18 grudnia 2014 | Islandia | 2:4 | Serbia | Pabellon de Hielo, Jaca |

| Szczegóły      | Szczegóły                                           | Szczegóły       | Szczegóły                                                                                       | Szczegóły                                                                                 |
| -------------- | --------------------------------------------------- | --------------- | ----------------------------------------------------------------------------------------------- | ----------------------------------------------------------------------------------------- |
| Godzina: 13:00 | D.S. Magnusson (EQ) 27:53 B. Johannesson (EA) 59:34 | (0:1, 1:3, 1:0) | 06:54 (EQ) N. Stojanovic 21:18 (EQ) I. Glavonjic 23:18 (EQ) N. Barackov 33:35 (EQ) U. Novakovic | Widzów: 86 Sędzia główny: Andrea Moschen Sędziowie liniowi: Alejandro Garcia Mathieu Loos |
| Godzina: 13:00 | 2 min. kar                                          |                 | 10 min. kar                                                                                     | Widzów: 86 Sędzia główny: Andrea Moschen Sędziowie liniowi: Alejandro Garcia Mathieu Loos |

| 18 grudnia 2014 | Belgia | 2:5 | Chorwacja | Pabellon de Hielo, Jaca |

| Szczegóły      | Szczegóły                                    | Szczegóły       | Szczegóły                                                                                                 | Szczegóły                                                                                 |
| -------------- | -------------------------------------------- | --------------- | --- | ----------------------------------------------------------------------------------------- |
| Godzina: 16:30 | S. Coolen (EQ) 04:56 P. van Noten (EQ) 42:35 | (1:1, 0:1, 1:3) | 11:38 (SH) L. Jarcov 34:20 (EQ) K. Krnic 40:26 (EQ) L. Vukoja 53:43 (PP) L. Jarcov 58:23 (EQ) I. Jankovic | Widzów: 300 Sędzia główny: Stian Halm Sędziowie liniowi: Sergio Biec Mikułasz Furnadzijew |
| Godzina: 16:30 | 16 min. kar                                  |                 | 22 min. kar                                                                                               | Widzów: 300 Sędzia główny: Stian Halm Sędziowie liniowi: Sergio Biec Mikułasz Furnadzijew |

| 18 grudnia 2014 | Australia | 2:5 | Hiszpania | Pabellon de Hielo, Jaca |

| Szczegóły      | Szczegóły                                | Szczegóły       | Szczegóły                                                                                                  | Szczegóły                                                                         |
| -------------- | ---------------------------------------- | --------------- | --- | --------------------------------------------------------------------------------- |
| Godzina: 20:00 | C. Kubara (EQ) 14:25 K. Fedor (EQ) 35:29 | (1:1, 1:2, 0:2) | 06:22 (EQ) I. Gainza 23:07 (EQ) O. Rubio 24:17 (EQ) L.J. Hernandez 47:18 (EQ) O. Rubio 58:54 (SH) O. Rubio | Widzów: 850 Sędzia główny: Damien Bliek Sędziowie liniowi: Jos Korte Istvan Mathe |
| Godzina: 20:00 | 14 min. kar                              |                 | 12 min. kar                                                                                                | Widzów: 850 Sędzia główny: Damien Bliek Sędziowie liniowi: Jos Korte Istvan Mathe |

| 19 grudnia 2014 | Serbia | 3:2 pd. | Belgia | Pabellon de Hielo, Jaca |

| Szczegóły      | Szczegóły                                                           | Szczegóły            | Szczegóły                                 | Szczegóły                                                                                   |
| -------------- | ------------------------------------------------------------------- | -------------------- | ----------------------------------------- | ------------------------------------------------------------------------------------------- |
| Godzina: 13:00 | I. Glavonjic (PP) 21:04 P. Podunavac (PP) 39:51 A. Zwick (EQ) 62:31 | (0:0, 2:0, 0:2, 1:0) | 42:50 (SH) B. Henry 49:21 (EQ) K. Glassee | Widzów: 63 Sędzia główny: Miklos Haszonits Sędziowie liniowi: Alejandro Garcia Istvan Mathe |
| Godzina: 13:00 | 10 min. kar                                                         |                      | 18 min. kar                               | Widzów: 63 Sędzia główny: Miklos Haszonits Sędziowie liniowi: Alejandro Garcia Istvan Mathe |

| 19 grudnia 2014 | Australia | 5:1 | Islandia | Pabellon de Hielo, Jaca |

| Szczegóły      | Szczegóły                                                                                               | Szczegóły       | Szczegóły              | Szczegóły                                                                                   |
| -------------- | --- | --------------- | ---------------------- | ------------------------------------------------------------------------------------------- |
| Godzina: 16:30 | K. Fedor (EQ) 03:29 S. Hodic (PP) 21:00 S. Hodic (EQ) 42:31 K. Fedor (PP) 55:39 Y. Reinecke (PP2) 59:59 | (1:0, 2:0, 2:1) | 42:31 (EQ) A. Helgason | Widzów: 250 Sędzia główny: Andrea Moschen Sędziowie liniowi: Mikułasz Furnadzijew Liu Jiaqi |
| Godzina: 16:30 | 12 min. kar                                                                                             |                 | 20 min. kar            | Widzów: 250 Sędzia główny: Andrea Moschen Sędziowie liniowi: Mikułasz Furnadzijew Liu Jiaqi |

| 19 grudnia 2014 | Chorwacja | 3:2 | Hiszpania | Pabellon de Hielo, Jaca |

| Szczegóły      | Szczegóły                                                           | Szczegóły       | Szczegóły                                 | Szczegóły                                                                          |
| -------------- | ------------------------------------------------------------------- | --------------- | ----------------------------------------- | ---------------------------------------------------------------------------------- |
| Godzina: 20:00 | I. Jankovic (EQ) 04:59 M. Milicic (PP) 23:04 I. Jankovic (EQ) 30:58 | (1:0, 2:0, 0:2) | 52:43 (EQ) O. Rubio 54:26 (EQ) I. Vicente | Widzów: 1650 Sędzia główny: Damien Bliek Sędziowie liniowi: Jos Korte Mathieu Loos |
| Godzina: 20:00 | 6 min. kar                                                          |                 | 26 min. kar                               | Widzów: 1650 Sędzia główny: Damien Bliek Sędziowie liniowi: Jos Korte Mathieu Loos |

Tabela
| Lp | Zespół    | M | Pkt | Z | Zd | Pd | P | G+ | G- | +/- |
| -- | --------- | - | --- | - | -- | -- | - | -- | -- | --- |
| 1. | Chorwacja | 5 | 15  | 5 | 0  | 0  | 0 | 22 | 9  | +13 |
| 2. | Hiszpania | 5 | 12  | 4 | 0  | 0  | 1 | 27 | 10 | +17 |
| 3. | Australia | 5 | 7   | 2 | 0  | 1  | 2 | 15 | 15 | 0   |
| 4. | Belgia    | 5 | 6   | 1 | 1  | 1  | 2 | 15 | 17 | -2  |
| 5. | Serbia    | 5 | 3   | 1 | 1  | 0  | 3 | 9  | 19 | -10 |
| 6. | Islandia  | 5 | 0   | 0 | 0  | 0  | 5 | 5  | 29 | -24 |